# 米山好映
米山 好映（よねやま よしてる、1950年6月23日 - ）は、日本の経営者。富国生命保険会長を務めている。山梨県出身。

## 経歴・人物
1969年に山梨県立甲府第一高等学校を経て、1974年に早稲田大学政治経済学部を卒業し、同年に富国生命保険に入社した。2002年に取締役に就任し、2005年7月に常務を経て、2010年7月に社長に就任。2025年4月より会長。